# 월터 휴스턴
월터 휴스턴(Walter Huston, 1883년 4월 6일 ~ 1950년 4월 7일)는 캐나다의 연극 배우, 영화배우이다.

## 출연

### 영화
- 격노 (1950년)
- 썸머 홀리데이 (1948년)
- 시에라 마드레의 보석 (1948년) - 하워드 역
- 빛이 있으라 (1946년) - 나레이터 역
- 드래곤윅 (1946년)
- 백주의 결투 (1946년)
- 그리고 아무도 없었다 (1945년)
- 드래곤 씨드 (1944년) - 링 탠 역
- 노스 스타 (1943년)
- 엣지 오브 다크니스 (1943년)
- 알류샨 열도에서의 보고 (1943년)
- 12월 7일 (1943년)
- 무법자 (1943년)
- 올웨이스 인 마이 하트 (1942년)
- 인 디스 아워 라이프 (1942년)
- 성조기의 행진 (1942년)
- 상하이 제스처 (1941년)
- 악마와 다니엘 웹스터 (1941년)
- 늪지의 물 (1941년)
- 말타의 매 (1941년)
- 오브 휴먼 하츠 (1938년)
- 공작 부인 (1936년)
- 헬 빌로우 (1933년)
- 가브리엘 오버 더 화이트 하우스 (1933년)
- 더 프라이즈파이터 앤 더 레이디 (1933년)
- 콩고 (1932년)
- 레인 (1932년)
- 미국의 광기 (1932년)
- 형법 체계 (1931년)
- 더 버츄어스 신 (1930년)